# Mus minutoides
Espèce
Statut de conservation UICN

 LC  : Préoccupation mineure
Mus minutoides, la Souris naine d’Afrique ou Souris pygmée africaine est une espèce de souris, c’est peut-être le plus petit de tous les rongeurs et l’un des plus petits mammifères. Cette souris est très répandue en Afrique subsaharienne, mais elle est également considérée comme un animal de compagnie dans d’autres parties du monde. Comme la souris commune, c’est un représentant de la grande super-famille Muroidea, qui comprend environ 1 000 espèces différentes.

## Description
Sa livrée varie du gris au rouge brique et sa partie ventrale est blanche. Elle possède de grandes oreilles triangulaires. Les adultes pèsent 5 g et mesurent en moyenne 5 cm.

## Reproduction
La souris naine d’Afrique atteint l’âge de la reproduction à environ 6 à 8 semaines. La gestation dure environ 20 jours et la portée compte environ 3 souriceaux nés aveugles et sans poils.Ils naissent avec un poids moyen de 0,8 g à la naissance et atteignent 5 g à l'âge adulte. Ils ouvrent les yeux après 2 semaines, et le sevrage dure 3 semaines. Sa durée de vie est d’environ 2 ans, bien que des spécimens aient vécu plus de 4 ans en captivité.

## Caractéristiques

### Différenciation sexuelle
Sa méthode de détermination du sexe est différente de la plupart des mammifères ; des mutations du chromosome X permettent la naissance de nombreuses femelles XY. Ainsi les mâles et certaines femelles sont porteurs de la paire chromosomique XY. Chez les autres mammifères, si cette anomalie apparaît, la femelle est stérile. Or chez la souris naine d’Afrique, les femelles sont non seulement fertiles, mais en plus leur proportion au sein d’une population est très élevée (74 % à 100 %). Ce mécanisme remet en cause le rôle du gène SRY porté par le chromosome mâle (Y), dans la détermination du sexe de l’individu. S’il s’exprime, l’animal est un mâle, inversement, s’il ne s’exprime pas c’est une femelle. Mais chez cette souris le chromosome femelle (X) peut posséder une mutation capable de produire une protéine qui va réprimer le gène SRY. Ainsi l’« interrupteur sexuel » de cette souris, contrairement aux autres mammifères, ne serait pas porté par le chromosome mâle (Y), mais par le chromosome femelle (X).
Pourtant la souris naine d’Afrique est très proche de la souris commune, soit le mammifère le plus étudié par les généticiens. Ce mécanisme est très rare chez les mammifères, mais il est fréquent ailleurs dans le vivant, comme chez certains poissons.

### Comportement
La souris pygmée est extrêmement craintive, ainsi, contrairement aux souris communes, il faut éviter au maximum de les toucher et se contenter de les regarder...
En captivité elles aiment beaucoup grimper et ont absolument besoin de cachettes, où elles se feront un nid avec du foin ou du papier. Elles sont plutôt nocturnes mais sortent quand même de temps à autre de leur cachette la journée et vous les verrez en pleine action le soir.

### Collecte de la rosée
La souris naine africaine empile des cailloux devant son terrier. La nuit, les cailloux recueillent la rosée et au petit matin la souris naine d’Afrique peut la boire. Après cela, elle rentre dans son terrier pour toute la journée.